# Javier Cabanas
Juan Javier Cabanas López, né le 24 avril 1960 à Burgos, est un joueur puis entraîneur espagnol de handball.
Évoluant au poste d'ailier droit, il totalise 566 buts marqués en 228 sélections avec l'équipe nationale espagnole, participant quatre fois aux Jeux olympiques et trois fois à un Championnat du monde A.
En clubs, il a notamment remporté quatre fois la Coupe des vainqueurs de coupe (C2) et une Ligue des champions (C1) en 1994 au terme de sa carrière de joueur.

## Palmarès

### Sélection nationale
Jeux olympiques
- 5e place aux Jeux olympiques de 1980 à Moscou,  Union soviétique
- 8e place aux Jeux olympiques de 1984 à Los Angeles,  États-Unis
- 9e place aux Jeux olympiques de 1988 à Séoul,  Corée du Sud
- 5e place aux Jeux olympiques de 1992 à Barcelone,  Espagne

Championnats du monde
- 5e place au Championnat du monde 1986
- 4e place au Championnat du monde B 1989
- 5e place au Championnat du monde 1990
- 5e place au Championnat du monde 1993

Divers
- médaille de bronze au Jeux méditerranéens de 1983
- médaille de bronze au Goodwill Games de 1990

### En club
Compétitions internationales
- Coupe des clubs champions/Ligue des champions (C1)
  - Vainqueur (1) : 1994
  - Finaliste (1) : 1992
- Coupe des vainqueurs de coupe (C2)
  - Vainqueur (4) : 1980, 1984, 1985, 1990
- Coupe de l'IHF (C3)
  - Vainqueur (1) : 1993
  - Finaliste (1) : 1986

Compétitions nationales
- Vainqueur du Championnat d'Espagne (3) : 1979, 1993, 1994
- Vainqueur de la Coupe du Roi (6) : 1980, 1983, 1984, 1985, 1986, 1989
- Vainqueur de la Coupe ASOBAL (2) : 1991 et 1992
- Vainqueur de la Supercoupe d'Espagne (3) : 1986/87, 1992/93 et 1994/95

### Entraîneur
- Finaliste de la Coupe de l'EHF (C3) (1) : 2004

### Distinctions individuelles
- retenu dans la sélection mondiale en 1986.
- élu meilleur joueur du Championnat d'Espagne en 1989-1990[réf. à confirmer][2]
- élu meilleur ailier droit du monde en 1990[réf. à confirmer][2]